# 薩姆斯維爾 (伊利諾伊州)
薩姆斯維爾（英語：Samsville）是位於美國伊利諾伊州愛德華茲縣的一個非建制地區。該地的面積和人口皆未知。

## 地理
薩姆斯維爾的座標為38°29′23″N 88°03′27″W / 38.48972°N 88.05750°W，而該地的平均海拔高度為145米（即476英尺）。